# Lee Jae-joon
Lee Jae-joon (en hangul, 이재준; nacido el 20 de octubre de 1990) es un actor de cine y televisión surcoreano.

## Vida personal
Lee nació el 20 de octubre de 1990. Mide 188 cm, y practicó el taekwondo en su adolescencia, pues quería convertirse en profesional de este deporte, pero lo abandonó después debido a la oposición paterna. Se graduó en el Departamento de Ballet de la Universidad Sejong; aunque tenía prejuicios contra los hombres que practican el baile, cuando se estaba preparando para entrar en el Departamento de Teatro y Cine probó durante un mes el ballet y decidió cambiar a esta disciplina.

## Carrera
Lee empezó a trabajar como modelo cuando tuvo que dejar el ballet como consecuencia de algunas lesiones en la espalda y el tobillo. Ya durante la escuela secundaria había recibido propuestas de trabajo como modelo. Ha aparecido en sesiones fotográficas de publicaciones tanto surcoreanas como internacionales, y ha desfilado para importantes diseñadores, como Jang Gwang-hyo y Choi Beom-seok.
Debutó como actor en televisión con la serie de tvN Dating Agency: Cyrano (2013), con el papel juvenil del protagonista, interpretado por Lee Jong-hyuk.
Al año siguiente debutó en cine con Night Flight, con un papel protagonista, el del líder de una banda en una escuela secundaria que vive un conflicto con su orientación sexual. Lee presentó este filme en la Berlinale de ese año, y aprovechó este viaje a Europa para trabajar allí haciendo modelaje. El papel le valió una nominación como mejor actor revelación en los premios Wildflower Film, dedicados al cine independiente y de bajo presupuesto.
A principios de 2015 protagonizó The Lover, serie en doce episodios donde su personaje tiene un bromance con el que encarna Takuya, un joven japonés que es su compañero de piso. En agosto del mismo año llegaría su participación en The Beauty Inside, como el décimo hombre en que se transforma el protagonista Woo-jin. Aunque se trata de una corta escena, Lee declaró que no la olvidaría porque es el primer papel en que colabora con una actriz (la protagonista Han Hyo-joo) y no con un actor. A finales del mismo 2015 comenzó su participación en la serie diaria de KBS1 Sweet Home, Sweet Honey, que se prolongaría hasta abril de 2016.

## Filmografía

### Cine
| Año   | Título            | Hangul        | Papel        | Notas                          | Ref.          |
| ----- | ----------------- | ------------- | ------------ | ------------------------------ | ------------- |
| 2014  | Night Flight      | 야간비행      | Han Ki-woong |                                | [ 9 ]         |
| 2014  | Set Me Free       | 거인          | Predicador   |                                |               |
| 2015  | The Beauty Inside | 뷰티 인사이드 | Woo-jin      |                                | [ 10 ] [ 11 ] |
| 2020  | AI, Her           | 에이아이 허   | Oh Won-bo    | Cameo                          |               |
| Prog. | Asia              | 아시아        |              | También asistente de dirección | [ 12 ] [ 13 ] |

### Series de televisión
| Año  | Título                  | Papel                   | Canal   | Notas              | Ref.          |
| ---- | ----------------------- | ----------------------- | ------- | ------------------ | ------------- |
| 2013 | Dating Agency: Cyrano   | Seo Byung-hoon de joven | tvN     | Aparición especial | [ 3 ]         |
| 2015 | The Lover               | Lee Joon-jae            | Mnet    |                    | [ 14 ] [ 15 ] |
| 2015 | Veinte otra vez         | Dan                     | tvN     |                    | [ 6 ]         |
| 2015 | Sweet Home, Sweet Honey | Kang Ma-roo             | KBS1    |                    | [ 16 ] [ 17 ] |
| 2017 | Save Me                 | Dae-shik                | OCN     |                    | [ 18 ] [ 19 ] |
| 2021 | Now, We Are Breaking Up | Pete Park               | SBS     | Ep. 6              |               |
| 2021 | So Not Worth It         | Il-seop                 | Netflix | Serie web          |               |
| 2023 | Like Flowers in Sand    | Kwak Jin-soo            | ENA     |                    | [ 20 ]        |

## Otras actividades
| Año  | Título                 | Función             | Canal      | Notas             | Ref.          |
| ---- | ---------------------- | ------------------- | ---------- | ----------------- | ------------- |
| 2017 | Rural Police           | Miembro del reparto | MBC every1 | Segunda temporada | [ 21 ] [ 22 ] |
| 2018 | The Ultimate Watchlist | Presentador         | XtvN       |                   |               |

## Premios y nominaciones
| Año  | Premios             | Categoría                 | Papel        | Resultado | Ref.         |
| ---- | ------------------- | ------------------------- | ------------ | --------- | ------------ |
| 2015 | 2.º Wildflower Film | Mejor actor revelación    | Night Flight | Nominado  | [ 5 ] [ 23 ] |
| 2015 | KoreanUpdates       | Mejor pareja (con Takuya) | The Lover    | Ganadores |              |